# Elección presidencial de Italia de 1999
La elección presidencial de la República Italiana de 1999 tuvo lugar el 13 de mayo.
El presidente saliente es Oscar Luigi Scalfaro; Carlo Azeglio Ciampi elegido en la primera votación.

## Contexto
Ante la inminencia de las elecciones, el primer ministro Massimo D'Alema (centro-izquierda) y el líder de centro-derecha Silvio Berlusconi acuerdan nombrar a Carlo Azeglio Ciampi, ministro de Hacienda, Presupuesto y Planificación Económica. 
Ciampi fue electo en la 1.ª vuelta con 707 votos de 1010 habilitados, con 33 más que el cuórum de las dos terceras partes de la asamblea, pero con 180 votos menos que la suma de los votantes de los partidos que lo postularon. 
La Liga Norte votó por Luciano Gasperini . Scalfaro, cuyo mandato vencía el 28, dimite el 15. 
Ciampi toma juramento el 18.

## Elección

### Preferencias por Carlo Azeglio Ciampi
| Escrutinio | Votos | Porcentaje |
| ---------- | ----- | ---------- |
| I          | 707   | 70,6%      |

Para el nombramiento se requiere una mayoría de dos tercios de los 1010 miembros de la Asamblea.
| Datos de votación    | Datos de votación |                       | Nombre | Votos |
| -------------------- | ----------------- | --------------------- | ------ | ----- |
| Presentes            | 990               | Carlos Azeglio Ciampi | 707    |       |
| Votantes             | 990               | Luciano Gasperini     | 72     |       |
| Abstenciones         | 0                 | Pietro Ingrao         | 21     |       |
| Mayoría              | 674               | Rosa Russo Iervolino  | 16     |       |
|                      |                   | Emma Bonino           | 15     |       |
| Julio Andreotti      | 10                |                       |        |       |
| Bettino Craxi        | 6                 |                       |        |       |
| Nicola Mancino       | 6                 |                       |        |       |
| Antonio Serena       | 6                 |                       |        |       |
| Luciano Violante     | 6                 |                       |        |       |
| Óscar Luigi Scalfaro | 5                 |                       |        |       |
| Silvio Berlusconi    | 4                 |                       |        |       |
| Antonio Fazio        | 4                 |                       |        |       |
| Mino Martinazzoli    | 4                 |                       |        |       |
| Giuliano Amato       | 3                 |                       |        |       |
| Francesco Cossiga    | 3                 |                       |        |       |
| Augusto Barbera      | 2                 |                       |        |       |
| Antonio Baldassarre  | 2                 |                       |        |       |
| Votos dispersos      | 25                |                       |        |       |
| Votos en blanco      | 55                |                       |        |       |
| Votos nulos          | 18                |                       |        |       |

- Datos: Q3586608